# 薬事法の歴史
薬事法の歴史（やくじほうのれきし）においては、日本の法律「旧薬事法」（昭和35年法律第145号）およびその後身となる法令、「医薬品、医療機器等の品質、有効性及び安全性の確保等に関する法律（略称:医薬品医療機器等法、薬機法）」、関連する事件等について概説する。

## 江戸時代
徳川吉宗による享保の改革において医療に使われる薬品の品質に対する関心が高まり、享保7年（1722年）6月に江戸伊勢町に薬品検査所として和薬種改会所が設置され、検査に合格した薬品以外の販売を禁じて品質の確保を図った。続けて・駿府・京都・堺・大坂の5ヶ所にも開設された。これが政府による薬品取り扱い規制の始まりである。
薬の検査以外にも、問屋の代表者が本草学者である丹羽正伯の講習を受けるなど、取扱者にも一定の規制がかかった。
この制度は業界の反発もあり元文3年（1738年）5月に廃止された。

## 明治維新から第二次世界大戦まで

### 明治時代
文明開化の影響を受けた西洋医学重視の政策により、1870年（明治3年）に「売薬取締規制」が制定され、越中富山の薬売りや漢方薬に代表される従来の薬品産業を中心に、大幅な規制が実施される。続けて1873年（明治6年）に「薬剤取締之法」を施行し、現在でいうところの薬局・薬剤師や薬価制度、そして医薬分業の基礎がそれぞれ成立した。
明治政府は1877年（明治10年）に「毒薬劇薬取締規則」を施行、そして1880年（明治13年）にはこれを「薬品取扱規則」へ改正し施行した。この規則では毒薬劇薬の概念が導入された。
1886年（明治19年）には「日本薬局方」が公布され、翌1887年（明治20年）に施行された。同方は改正を重ね、現在に至る。この歴史については同方の項目を参照のこと。
1889年（明治22年）には「薬品営業並薬品取扱規則」（「薬律」）が公布され、「薬剤師」、「薬局」、「薬種商」（現在の医薬品卸売業・小売業）および「製薬者」（現在の医薬品製造業）が定義され、特に薬剤師や薬局の活動について細かく規定が為されるようになった。
薬品営業並薬品取扱規則とその関連省令により、日本薬局方に適合しない薬品の販売などが禁じられた。更に18年後の1907年（明治40年）には同規則等が改正され、日本薬局方に適合しない薬品は製造や陳列なども禁じられるようになった。
以上により、明治時代の末期には現代のものに近い医療制度が確立され、不良医薬品の取り締まりによる薬品の品質確保がなされるに至った。ただし、先述のとおり漢方薬など古くから伝わる医療については、西洋医学重視の政策によって（現代の視点からみると）不当に貶められたといわざるを得ないものも少なくない。

### 大正時代
従来、政府の政策として、有害医薬品の取り締まりを優先して「害を及ぼすものでなければ、仮に薬効がなかったとしても積極的には規制しない」（無効無害主義）という方針があったが、先に述べた一通りの政策により薬品の品質確保が一応確立されたことから、1910年（明治43年）頃に「医薬品は人体に害を及ぼさず、かつ薬効が確認できるものでなければならず、この2要件を一方でも満たさないものはすべて規制するべきである」という政策に転換されることとなった。これを有効無害主義という。
1914年（大正3年）、薬剤士・医師以外の売薬を禁止する「売薬法」が施行された。これは薬種商が取り扱う「売薬」（現在の一般用医薬品）について、有効無害主義に基づいて品質確保、所管庁による検査、広告の規制などを行うようになった。これにより、たとえば「万病に効く××××丹」のような薬効を標榜することが禁じられ、すべての売薬について薬効の科学的裏付けを求められるようになった。この法律により薬種商は大きな打撃を受けたが、同時に薬種商および売薬の近代化を促すこととなった。

### 戦時体制と1943年薬事法
1937年（昭和12年）に日中戦争が始まったことを受け、翌1938年（昭和13年）には国家総動員法が制定され、戦時体制が確立されていった。生活必需品である医薬品についても物資統制の例外ではなく、その翌年である1939年（昭和14年）には価格統制が政令により実施され、つづけて1941年（昭和16年）には戦時統制を目的として日本医薬品生産統制株式会社および日本医薬品配給統制株式会社が設立され、製薬者はすべて前者に、薬種商はすべて後者に所属するものとされた。具体的には、厚生省（当時）の計画に沿って下記のとおり医薬品の流通を統制するものであった。
生産統制会社→（原材料）→製薬者→（医薬品）→生産統制会社→配給統制会社→薬種商→薬剤師→国民
両統制会社は同年9月1日より業務を開始することとなる。同年12月8日の真珠湾攻撃をきっかけとして戦争が激化していく中、このように医薬品にかかる戦時統制体制が確立されていく。
1943年（昭和18年）には「薬事衛生ノ適正ヲ期シ国民体力ノ向上ヲ図ル」ことを目的として薬事法（昭和18年3月12日法律第48号。旧々薬事法とも）が制定された。従来の医薬品に関する諸法令が同法にまとめられたほか、医薬品の製造業に許可制を導入するなど、不良医薬品の取り締まりおよび一層の品質適正化が図られた。
もっともこれによって統制以前には40万種あったとされる日本の薬品が6000種程度に統合されて、江戸時代以前からの処方なども含めて多数が廃絶し、残されたものも成分の変更などによって全く異質の薬品への変更を余儀なくされたものも存在したと言われている。

## 戦後昭和時代

### 終戦および1948年薬事法
1945年（昭和20年）9月2日に第二次世界大戦が終わり、1947年（昭和22年）5月3日に日本国憲法（公布は1946年11月3日）が制定されると、かつての国家総動員法をはじめとして、政府の裁量を広く認めた委任立法が新憲法と矛盾する事態が多数発生し、これらの見直しが急務とされた。
薬事法もその例外ではなく、命令への委任事項を中心に見直しがはかられた。また、戦後の物資不足により粗悪な医薬品が流通している事態の打開を図る必要があった。ことに日本国憲法第25条第2項において、国民の生存権にかかる国の社会的使命が明示されたことで、戦後の復興にふさわしい医事・薬事制度を法制化する必要があった。
薬事法制について、1948年（昭和23年）、新規の法律として薬事法（昭和23年7月29日法律第197号。旧薬事法とも）が制定された。1943年の薬事法における抜け穴などが見直されたほか、政府による許可事項は大幅に削減され、医薬品の製造業、流通業等は政府または都道府県知事への登録制になった。事前に公表された一定の基準を満たす者が登録を申請した場合、無条件で登録されることとなり、政府による恣意的な運用ができないような制度となった。これをもって医薬品業は戦時中の統制経済から脱却することとなった。
また、翌日7月30日には、医療法、医師法、保健婦助産婦看護婦法が成立し、病院や診療所にかかわる基本的な法制度及び医療関係職のうち医師、保健婦、助産婦、看護婦についての法律が制定された。この当時、薬剤師については薬事法において規定されている（1960年に薬剤師法制定により分化された）。

### 1960年薬事法
国の政策として「国民皆保険」を基本とする健康保険制度を発足させるため、1960年（昭和35年）、薬事法（昭和35年法律第145号）が施行された。
この改正により、医薬品販売業が下記のとおり細分化された。
一般販売業薬剤師が処方箋をもとに販売するか、医師が自らの処方で、それぞれ患者に販売することが許可されている。
卸売一般販売業一般販売業の一形態。上記の一般販売業者に対してのみ販売が許可されている。
薬種商販売業1943年薬事法以前の「薬種商」とは意味が異なる。ドラッグストアの項目も参照のこと。
配置販売業いわゆる置き薬を設置して、使用数に応じて後払いで代金を支払う業態。同項を参照。
特例販売業過疎などの事情により上記の形態による医薬品の供給が困難であるなどの理由で、特例として都道府県の知事・政令指定都市の市長から医薬品販売業の許可を得て販売する業態。
上記のとおり、それまで医薬品販売業の一形態とされて明確な定義がされていなかった、いわゆる置き薬の販売形態が、この改正により配置販売業として明確な定義がなされた。
なお、この薬事法全面改正を受けて、健康保険制度が翌1961年（昭和36年）に発足した。

### 薬事法距離制限違憲判決
1948年薬事法および1960年全面改正当時の薬事法において、「厚生省（当時）令上の設置基準を満たしている」「関係者が薬事法違反などで罰せられたことがない」などの基準を満たしていれば都道府県知事から薬局を新設する許可が下りていた。1963年の薬事法小改正で薬局の距離制限規定が設けられ、薬局の新規開設を申請する場所から一定範囲以内に既存の薬局がある場合、都道府県知事は不許可の処分が行えるようになった。
しかるに、この規定が争点となる行政訴訟（薬局距離制限事件）が発生し、最高裁判所まで争われた結果、1975年（昭和50年）4月30日に違憲判決が言い渡された。この判決では、薬局開設許可の際に近隣の既存薬局からの距離制限を求める規定が、憲法第22条が保障する営業の自由に反すると判示された。
この違憲判決を受けて、距離制限規定は同年7月に削除された。
なお、この判決は日本国憲法下において尊属殺重罰規定違憲判決に続いて2番目となる法令違憲判決である。

### 権限委譲
薬事法の承認の権限は、国から都道府県に委任されるようになった。
1970年（佐藤内閣時代）に、かぜ薬などの軽い薬は、製造(輸入)の承認の権限が都道府県知事に委任された。
1986年（中曽根内閣時代）に、より広範な薬が、製造(輸入)の許可の権限が都道府県知事に委任された。
これらは産業界の要望を受けて、規制緩和をしたものだが、規制緩和には健康被害の危険を懸念する声もあった。

## 平成時代
1990年代に入り、国の政策として薬事法関連の規制の改革が行われた。

### 医薬部外品の範囲拡張
医薬部外品については、1995年（平成7年）に承認権が厚生大臣から都道府県知事に委任された。1999年（平成11年）には栄養ドリンクが薬局以外の店舗、例えばコンビニエンスストアなどで取り扱えるようになった。これらの医薬部外品は、新たに指定されたものという意味で「新指定医薬部外品」と呼ばれる。
2004年（平成16年）には、ビタミン剤など多数の医薬品が医薬部外品へ指定替えとなったため、これらも薬局以外で取り扱いができるようになった。このときに新たに医薬部外品とされたものは「新範囲医薬部外品」という。

### 化粧品の承認制度廃止、全成分表示制度導入（2001年改正）
従来は、化粧品種別許可基準に合致しないものについて厚生労働大臣の承認を要したが、本改正で、消費者への情報開示を目的として「全成分表示」制度が導入されたことにより、原則として承認制度は撤廃され、販売名などを届け出るのみとされた。化粧品種別許可基準は廃止され、配合禁止成分のリスト（ネガティブリスト）及び防腐剤等の特定成分の配合可能成分のリスト（ポジティブリスト）を掲載した化粧品基準が制定された。

### 承認・許可制度等に係る大改正（2002年改正・2005年施行）
2000年代に入ると、国際的な整合性、科学技術の進展（バイオゲノム・ナノテク等）などを踏まえた薬事法の構築が必要となり、2002年（平成14年）、次のような改正を柱とする改正薬事法が成立した。承認、許可など従来の規制の根幹に関わる大改正であり、3年の周知期間を設け、施行は2005年（平成17年）4月1日とされた。

#### 医療機器に係る安全対策の見直し
メスやピンセット等の小物、MRI等設置工事や保守管理に専門知識が要求される機械、人体に直接触れない分析機器、家庭で用いる治療器、生物由来の機器・医療材料など、多種多様な医療機器（本改正により医療用具から名称が改められた）が存在する状況を踏まえ、リスクに応じたクラス分類制度の導入、第三者認証制度の導入、特性に応じた安全対策の充実等が図られた。
クラス分類は、GHTFルールに遵い、人体等への危険度に応じて、4種類に分類された。すなわち、体内に留置して不具合が生じた場合に生命に危険を及ぼす可能性が高いものをクラスIV（高度管理医療機器）とし、逆に体に接触しないか、接触時間が短時間のものなど危険度の低いものをクラスI（一般医療機器）として、旧来の分類を再編したのである。
クラスII（管理医療機器）のうち、厚生労働大臣が適合性認証基準を定めた医療機器については、厚生労働大臣の承認だったものを改め、国の指定する第三者登録認証機関による認証を受けることとした。高度管理医療機器の販売については、従来は届出制だったが、許可制度を導入し、販売・賃貸の段階での安全性確保を図った。さらに、医療機器の治験制度を改善し、医薬品の治験同様にGCP基準の設定などを行った。

#### 製造販売後の安全対策の充実化、承認・許可制度の改正
改正前は、医療用具の製造及び輸入を規制し、これらの行為を業として営もうとする者は、業の許可を取得することとし、医療用具について承認を得ることとしていた。本改正ではこの規制の考え方を修正し、市販後の国民の安全を図ることやOEM製造等企業活動形態の多様化に対応することを目的として、製造販売つまり市場出荷（上市）を規制することとした。改正後は、製造販売行為について許可を必要とし、医療機器の製造販売について承認や認証、届出を求めることとした。製造業は、製造のみを行う業態に特化させ、市場出荷を行う製造販売業と分離した。
従来は製造及び輸入について厚生労働大臣の承認を要したが、これを改め、製造段階では承認は不要とし、承認は医療機器を製造販売業者が市場出荷するための要件としたのである。従来の輸入販売業は、外国で製造された/製造させた製品を日本国内で製造販売（上市）させる業態と考えられ、製造販売業にあたるものとされた。この変更に伴い、製造業許可の要件であったGMP (Good Manufacturing Practice) 及び輸入販売業許可要件であったGMPIは、GMPに統合の上（医療機器についてはQMS省令）、業許可の要件ではなく製造販売承認の要件とされた。
市販後安全管理体制については、GPMSPからGPSP、GVPに分離され、GVP（市販後安全管理基準）は、製造販売業許可の要件とされ、市販後安全管理体制の構築が、業を営む要件として明確に位置づけられた。GVP省令は2004年に公布された。
以上のように、業態規制及び製品の承認規制が抜本的に改正されることとなった。

#### その他の改正内容
製造販売業者は、製品の品質について責任を負う体制を整えていることが許可要件とされ、2004年（平成16年）に公布されたGQP省令への適合が許可要件とされた。また、総括製造販売責任者の配置が義務付けられた。
医療機器修理業について、従来は製造業の一形態と曖昧な状態で扱われていたが、本改正により修理業許可が設けられることとなった。
体外診断用医薬品については、その他の医薬品と比較して人体に直接的な危険を及ぼす可能性が低いことから、一部の承認不要化、承認対象から認証対象への移行などが行われた。
そのほかに、企業の知的財産の保護等を目的として、原薬・原材料のマスターファイル制度の導入などが行われた。

#### 改正の影響
元売行為を行ってきた旧来の製造業者、輸入販売業者は、補聴器などの一部の旧類別許可品目やJIS適合品目のみを扱ってきた業者を除き、改正法における製造販売業許可を持っているものと看做されることとなった。これらの事業者は、改正法が施行された2005年4月1日の時点で製造販売業許可を持っているとみなされたため、同日時点で改正法の要求する許可要件をすべて充足していなければならなかったが、全事業者がこの日に対応することはできず、改正法施行後に都道府県ではGQP及びGVPの適合性調査を随時実施し、適合状況を確認及び行政指導を実施している。
小売業については、従来眼科医院内で事実上行われてきたコンタクトレンズ（高度管理医療機器）販売について、これができないことが明確化され、眼科に隣接する敷地等にコンタクトレンズ販売店が開設される事例が相次いだ。
そのほか、医療機器では旧GMPが、ISO 13485を参考に制定されたQMS省令に改められた。これにより、経営陣や品質保証部門などの非製造現業部門もQMS省令が係ってくることとなり、事業者は社内体制の見直しを迫られることとなった。この省令は一部のクラスI医療機器（一般医療機器）のみを製造する業者を除いて全製造業者に適用される。業界団体等では改正法施行後も、事業者の利便に資することを目的として、しばしば改正薬事法説明会、QMS説明会などを開催している。

### 医薬品販売の規制緩和（2006年改正・2009年施行）
2009年より一部の医薬品について、薬剤師不在でも販売できるようになった（このための薬事法改正の立法措置が2006年6月8日に成立）。
治療、診断目的や人や動物の身体の構造又は機能に影響を及ぼすもので機械器具等でなければ従来は必ず医薬品として取り扱われてきたが、体に対する作用が緩和なものであって厚生労働大臣が指定するものについては医薬部外品として取り扱うことができるようになった。
一般用医薬品については、第一類医薬品（スイッチOTC等）、第二類医薬品（かぜ薬等）及び第三類医薬品（ビタミン剤等）に新たに分類されることとなり、第一類医薬品の販売に際しては薬剤師による書面を用いた説明が義務化されることとなった。第一類医薬品は薬剤師自らが販売・授与、或は、その管理・指導の下で登録販売者及び一般従事者をして販売・授与、第二類医薬品及び第三類医薬品については、薬剤師または登録販売者自らが販売・授与、或は、その管理・指導の下で一般従事者をして販売・授与することとなった 。
一方、第一類医薬品及び第二類医薬品について通信販売等が禁止される厚生労働省令が2009年2月6日に公布されたことについては、同年3月より医薬品新販売制度の円滑施行に関する検討会で検討中である。
同時に、医薬品販売の許可の業態が、薬局並びに一般販売業、薬種商販売業、配置販売業及び特例販売業が薬局並びに店舗販売業及び配置販売業に再編された。
その他情報提供の観点から、処方箋に基づく薬剤の販売の際の書面の交付義務化、薬局における情報提供制度及び掲示の義務化、店舗販売業における一定の事項の掲示義務化がなされることとなった。一連の改正は、セルフメディケーションの促進を目的の一部としたものである。

### 医薬品ネット販売訴訟
2006年改正に伴い改正された薬事法施行規則159条の14は、第一類医薬品と第二類医薬品については対面販売を義務付けていた。
本改正以前から医薬品のインターネット販売を行っていた2社は、旧薬事法施行規則が医薬品のインターネット販売を広範に禁止するものであり、旧薬事法の委任の範囲外の規制として違法無効を主張し、国に対して、医薬品をインターネットで販売する権利ないし地位の確認訴訟を提起した。
2013年1月11日に、最高裁判所第二小法廷（裁判長：竹内行夫）は、旧薬事法施行規則がインターネット販売を一律に禁止することとなる限度で、旧薬事法の趣旨に適合せず、その委任の範囲を逸脱しているとして、同規則を違法無効とし、原告2社の請求を認容した。

### 医薬品ネット販売規制の一部緩和（2013年改正・2014年施行）
「医薬品ネット販売訴訟」上告審判決を受け、2013年12月13日に、医薬品ネット販売規制の一部緩和を骨子とする改正がなされた。

#### 要指導医薬品
改正後の薬事法の4条5項3号は、以下の各要件に該当する医薬品で、「その適正な使用のために薬剤師の対面による情報の提供及び薬学的知見に基づく指導が行われることが必要なもの」として、厚生労働大臣が、薬事・食品衛生審議会の意見を聴いて「要指導医薬品」に指定することとした。。
- その製造販売の承認の申請に際して既に製造販売の承認を与えられている医薬品と有効成分、分量、用法、用量、効能、効果等が明らかに異なるとされた医薬品であって、当該申請に係る承認を受けてから厚生労働省令で定める期間を経過しないもの（同号イ）
- その製造販売の承認の申請に際して同号イの医薬品と有効成分、分量、用法、用量、効能、効果等が同一性を有すると認められた医薬品であって、当該申請に係る承認を受けてから厚生労働省令で定める期間を経過しないもの（同号ロ）
- 毒薬（同号ハ）
- 劇薬（同号ニ）

#### 要指導医薬品のネット販売規制
本改正では、要指導医薬品を除いた一般用医薬品についてはインターネット販売を認める一方で、要指導医薬品では引き続きインターネット販売を禁止した。
まず、「店舗販売業者等は、要指導医薬品につき、薬剤師に販売させ、又は授与させなければならない」（36条の5第1項）とされた。そして、要指導医薬品の適正な使用のため、要指導医薬品を販売し、又は授与する場合には、薬剤師に、対面により、所定の事項を記載した書面を用いて必要な情報を提供させ、及び必要な薬学的知見に基づく指導を行わせなければならない（36条の6第1項）とし、情報の提供及び指導を行わせるに当たっては、当該薬剤師に、あらかじめ、要指導医薬品を使用しようとする者の年齢、他の薬剤又は医薬品の使用の状況等を確認させなければならない（36条の6第2項）。そのうえ、その情報の提供又は指導ができないとき、その他要指導医薬品の適正な使用を確保することができないと認められるときは、要指導医薬品の販売・授与を禁じられた（36条の6第3項）。

### 医療用ソフトウェアの規制、再生医療等製品の特性を踏まえた規制（2013年改正・2014年施行）
「薬事法等の一部を改正する法律」(2013年11月27日法律第84号)により薬事法の名称が、「医薬品、医療機器等の品質、有効性及び安全性の確保等に関する法律（略称:医薬品医療機器等法、薬機法）」に変更された。(施行日は2014年11月25日)
この改正において、医療機器のIT化に伴い、疾病診断用プログラム、疾病治療用プログラム、疾病予防用プログラム、および、それらを記録した記録媒体についても、副作用又は機能の障害が生じた場合においても、人の生命及び健康に影響を与えるおそれがある場合には、医療機器として制限を受けるようになった。
これらのプログラム及びこれを記録した記録媒体を製造する製造販売業については、他の医療機器同様に高度管理医療機器、管理医療機器の種類に応じて第一種又は第二種医療機器製造販売業許可を取得する必要がある。（医薬品医療機器等法第23条の2関係）
また、販売についても、医療機器プログラムについて電気通信回線を通じて提供を行う場合の業態は販売業として取り扱われる。高度管理医療機器プログラムを電気通信回線を通じて提供しようとする場合は販売業の許可が、管理医療機器プログラムを提供しようとする場合は販売業の届出がそれぞれ必要となる。（医薬品医療機器等法第39条関係）
再生医療等製品の特性を踏まえた規制の構築 を目的として、(1) 「再生医療等製品」を新たに定義するとともに、その特性を踏まえた安全対策等の規制を設ける。 (2) 均質でない再生医療等製品について、有効性が推定され、安全性が認められれば、特別に早期に、 条件及び期限を付して製造販売承認を与えることを可能とする等の改正がなされた。

### 要指導医薬品ネット販売規制事件
2014年、要指導医薬品のネット販売規制が、職業活動の自由（営業の自由）を保障する憲法22条1項に違反するとして、国に対して、要指導医薬品として指定された製剤の一部につき、インターネットによる医薬品の販売をすることができる権利ないし地位を有することの確認等を求める訴訟が東京地方裁判所に提起された。
2021年3月18日、最高裁判所第一小法廷（裁判長：小池裕）は、要指導医薬品のネット販売規制が「職業選択の自由そのものに制限を加えるものであるとはいえず、職業活動の内容及び態様に対する規制にとどまるものであることはもとより、その制限の程度が大きいということもでき」ず、要指導医薬品の販売方法の規制に「必要性と合理性があるとした判断が、立法府の合理的裁量の範囲を超えるものであるということはできない」として、憲法22条1項に違反せず合憲であるとし、原告の請求を棄却した。